# Deschampsia cespitosa
Il migliarino maggiore (Deschampsia cespitosa (L.) Beauv., 1812) è una pianta perenne appartenente alla famiglia delle Poacee (o Gramineae, nom. cons.).

## Descrizione
Forma densi cespi che possono raggiungere gli 80 cm di altezza e tende ad espandersi e ad occupare aree prative e pascolive.
Ha foglie piane, lunghe fino a 20 cm.

## Distribuzione e habitat
Questa specie ha una distribuzione cosmopolita.
È invasiva e frequente in pascoli alpini irregolarmente pascolati, specie su substrato calcareo.

## Usi
Questa specie è coltivata come pianta ornamentale da giardino e sono disponibili diverse cultivar. In particolare le cultivar 'Goldschleier' and 'Goldtau' hanno conquistato anche il titolo Royal Horticultural Society's Award of Garden Merit.